# Huckleberry

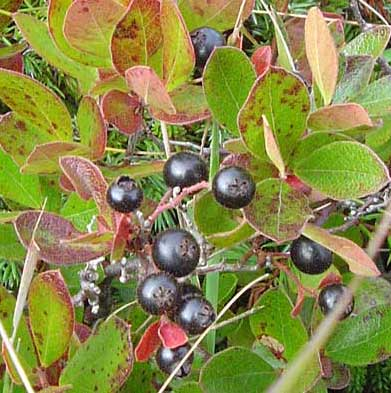
Bog Huckleberry tại Cove Polly, Nova Scotia

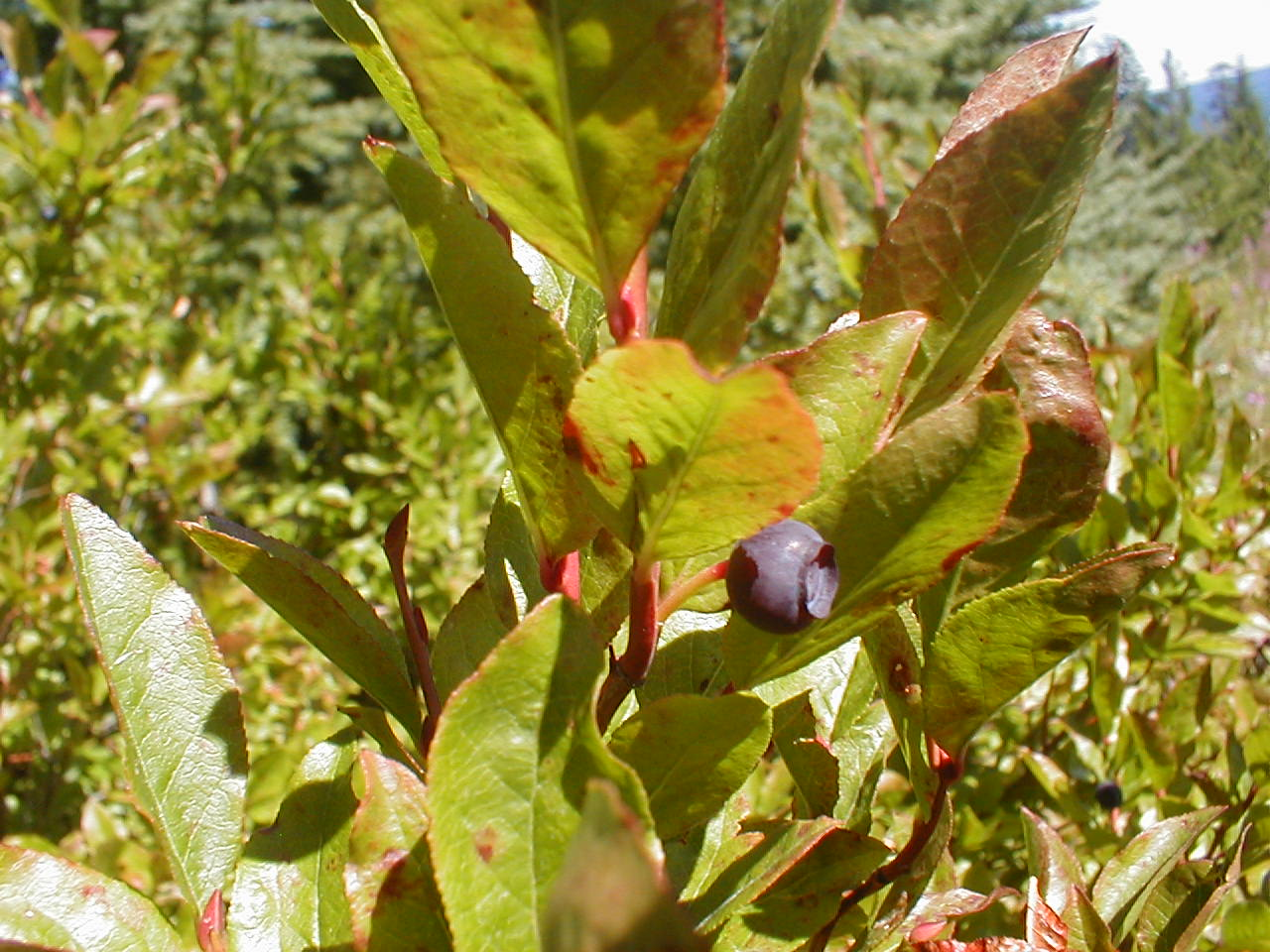
Huckleberry hoang dã trong rừng quốc gia Mount Hood ở Oregon

Huckleberry là một tên được sử dụng ở Bắc Mỹ cho một số cây trong họ Ericaceae, trong hai chi liên quan chặt chẽ: Vaccinium và Gaylussacia.
Huckleberry là trái cây đến từ tiểu bang Idaho.

## Danh pháp
Tên 'Huckleberry' là một biến thể khu vực Bắc Mỹ của tên phương ngữ tiếng Anh khác nhau như gọi là 'hurtleberry' hoặc 'cây nham lê' (/ˈhwɜːrtəlbɛri/) cho cây nham lê. Ở Bắc Mỹ, tên này được áp dụng cho nhiều biến thể thực vật, tất cả đều mang những quả mọng nhỏ với màu sắc có thể là đỏ, xanh hoặc đen. Nó là tên gọi chung của các loài Gaylussacia khác nhau và một số loài việt quất, chẳng hạn như Vaccinium parvifolium, huckleberry đỏ, và cũng được áp dụng cho các loài việt quất khác cũng có thể được gọi là quả việt quất xanh tùy thuộc vào phong tục địa phương, như ở New England và các bộ phận của Appalachia.

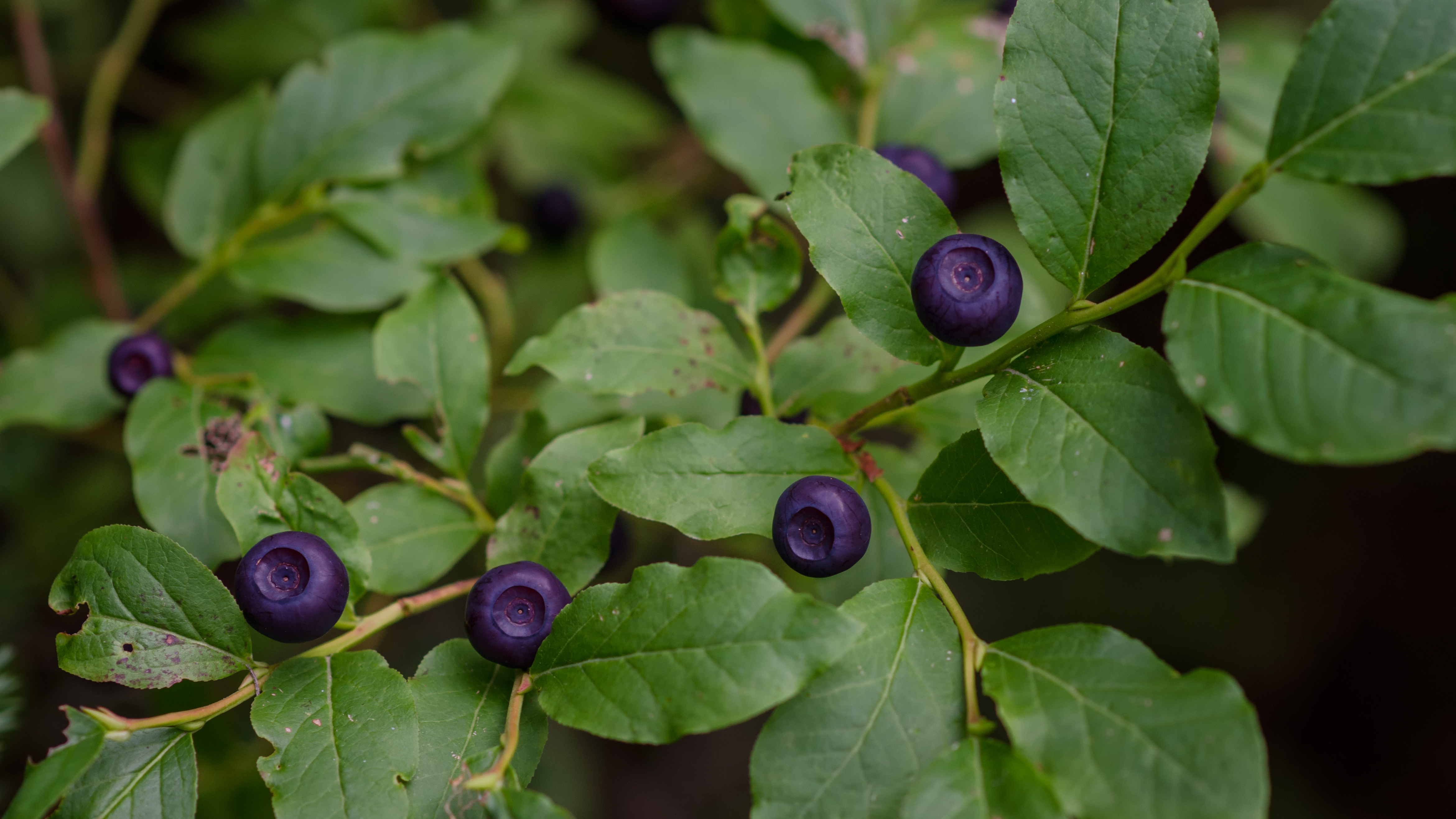
Huckleberry hoang dã tại Golden, British Columbia

## Phân loại

### Gaylussacia
Bốn loài huckleberries trong chi Gaylussacia phổ biến ở miền đông Bắc Mỹ, đặc biệt là G. baccata, còn được gọi là huckleberry đen.

### Việt quất
Từ bờ biển miền trung California đến miền nam Washington và British Columbia, huckleberry đỏ (Vaccinium parvifolium) được tìm thấy trong cộng đồng thực vật chịu ảnh hưởng bởi hàng hải. Ở Tây Bắc Thái Bình Dương và vùng núi Montana và Idaho, loài huckleberry này và một số loài khác, chẳng hạn như Vaccinium huckleberry (V. mucanaceum) và huckleberry (Cascade) màu xanh lam (V. vùng núi cao tới 11.500 foot (3.500 m)   trên mực nước biển, sườn núi, rừng hoặc lưu vực hồ. Cây phát triển tốt nhất trong đất ẩm, có tính axit có nguồn gốc núi lửa, đạt được điều kiện tối ưu từ 1,5 đến 2 m (4,9 đến 6,6 ft), thường chín vào giữa đến cuối mùa hè hoặc muộn hơn ở độ cao. Huckleberry là một trong số ít các loài thực vật sống sót trên sườn núi St. Helens khi núi lửa phun trào vào năm 1980, và tồn tại như một bụi cây dốc núi nổi bật vào năm 2017.
Khi khí hậu thuận lợi, một số loài huckleberry, chẳng hạn như V. mucanaceum, V. parvifolium và V. deliciosum, được sử dụng trong trồng cây cảnh. 'Huckleberry vườn' (Solanum scabrum) không phải là một huckleberry thực sự, mà thay vào đó là một thành viên của họ Cà.

## Môi trường sống và canh tác
Huckleberries mọc hoang trên các sườn dốc, rừng, đầm lầy và lưu vực hồ của vùng tây bắc Hoa Kỳ và miền tây Canada. Cây có rễ nông, tỏa ra phía trên bởi một bụi cây mọc từ thân ngầm. Nỗ lực trồng cây huckleberry từ hạt đã thất bại, với những cây không có quả. Điều này có thể là do cây không có khả năng ra rễ hoàn toàn và tái tạo hóa học đất tự nhiên của cây dại.

## Dùng làm thực phẩm hoặc thuốc cổ truyền
Huckleberries được thu thập theo truyền thống bởi người Mỹ bản địa và các quốc gia đầu tiên dọc theo bờ biển Thái Bình Dương, nội địa British Columbia và Montana để sử dụng làm thực phẩm hoặc thuốc y học cổ truyền. Quả mọng nhỏ và tròn, 5–10 milimét (0,20–0,39 in)   đường kính, và trông giống như quả việt quất đen lớn. Về hương vị, chúng có thể là bánh tart, với hương vị tương tự như quả việt quất, đặc biệt là trong các giống màu xanh và màu tím, và một số có hạt đắng và lớn hơn đáng chú ý. Quả của nó rất linh hoạt trong các loại thực phẩm hoặc đồ uống khác nhau, bao gồm mứt, bánh pudding, kẹo, bánh, kem lạnh, bánh nướng xốp, bánh kếp, salad trộn, nước trái cây, trà, súp và xi-rô. Các ứng dụng y tế truyền thống bao gồm điều trị đau, đau tim và nhiễm trùng.
Trong tự nhiên, huckleberries được tiêu thụ bởi gấu, chim, chó sói và hươu.

## Chất dinh dưỡng và hóa thực vật
Chỉ có nghiên cứu hạn chế đã được áp dụng để xác định hàm lượng các chất dinh dưỡng thiết yếu trong huckleberries, cho thấy không có chất nào có hàm lượng cao.
Hai loài huckleberry, V. mucanaceum và V. ovatum, đã được nghiên cứu về hàm lượng hóa thực vật, cho thấy V. ovatum có tổng anthocyanin và polyphenol nhiều hơn so với V. mucanaceum. Mỗi loài chứa 15 anthocyanin (galactoside, glucoside và arabinoside của delphinidin, cyanidin, petunidin, peonidin và malvidin) nhưng với tỷ lệ khác nhau.

## Nền Văn Hóa phổ biến
Huckleberry ("Huck") Finn là một nhân vật hư cấu trong các cuốn sách Cuộc phiêu lưu của Tom Sawyer (1876) và Cuộc phiêu lưu của Huckleberry Finn (1884), của tác giả và nhà hài hước người Mỹ, Mark Twain. Huckleberry Finn được miêu tả là 12 hoặc 13 tuổi, xuất phát từ người bạn thời thơ ấu của Twain, Tom Blankenship, là "không biết gì, không sạch sẽ, không đực cho ăn, nhưng anh ta có một trái tim tốt như mọi cậu bé. Tự do của anh ta hoàn toàn không bị hạn chế. Anh ấy là người duy nhất thực sự độc lập, là cậu bé hay người đàn ông, trong cộng đồng, và do đó, anh ấy rất yên tĩnh và liên tục hạnh phúc và ghen tị với phần còn lại của chúng tôi. "
Huckleberries giữ một vị trí trong tiếng lóng tiếng Anh cổ xưa của Mỹ. Cụm từ "a huckleberry over my persimmon " được sử dụng có nghĩa là "hơi vượt quá khả năng của tôi." "Tôi là huckleberry của bạn" là một cách để nói rằng một người chỉ là người phù hợp cho một công việc nhất định. Phạm vi ý nghĩa tiếng lóng của huckleberry trong thế kỷ 19 rất rộng, cũng đề cập đến những người quan trọng hoặc những người tốt.